# لامپ بخار جیوه

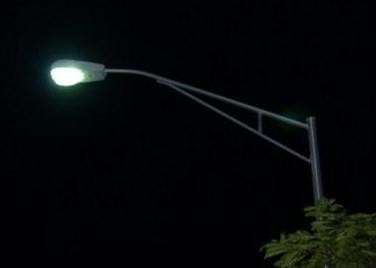
نمونه‌ای از روشنایی معابر با استفاده از یک لامپ ۲۵۰ وات بخار جیوه

لامپ بخار جیوه نوعی لامپ تخلیه در گاز است. این لامپ‌ها دارای بهرهٔ نوری بالاتری نسبت به لامپ‌های رشته‌ای، در حدود ۶۵ لومن بر وات، هستند. در این لامپ‌ها با عبور جریان برق از درون بخار جیوه نور تولید می‌شود. جیوه در حالت عادی مایع است و به همین دلیل برای راه‌اندازی آسان‌تر لامپ مقداری گاز آرگون به آن می‌افزایند. پس از روشن شدن لامپ رفته‌رفته جیوهٔ داخل لامپ به بخار تبدیل می‌شود و فشار داخل حباب لامپ به چند اتمسفر می‌رسد؛ با بالا رفتن فشار داخل لامپ الکترون‌های سطوح انرژی بالاتری تحریک می‌شوند و رفته‌رفته نور لامپ به نور مرئی نزدیک می‌شود. با توجه به تأخیر در راه‌اندازی و نیز کم‌بودن طول موج‌های نور قرمز در این لامپ، معمولاً در تأسیسات روشنایی در کنار این لامپ‌ها از لامپ‌های رشته‌ای استفاده می‌کنند. این لامپ‌ها در روشنایی معابر و در چراغ‌های موسوم به چراغ‌های لاک‌پشتی کاربرد دارند.

## ساختمان

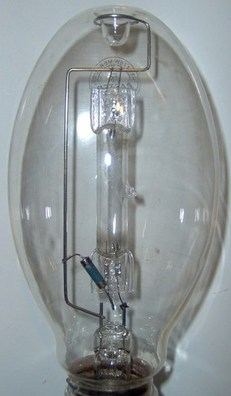
نمای نزدیک یک لامپ بخار جیوهٔ ۱۷۵-واتی. استوانهٔ مورب کوچک پایین محفظهٔ قوس یک مقاومت است که جریان لازم برای الکترود استارتر را فراهم می‌کند.

لامپ‌های بخار جیوه دارای دو حباب داخلی و خارجی هستند. حباب داخلی باید بتواند دماهایی تا حدود ۱۰۰۰ درجهٔ کلوین و فشارهایی حدود ۳ اتمسفر را تحمل کند و به همین خاطر از جنس کوارتز ساخته می‌شود. حباب داخلی از هر دو انتها به حباب خارجی متصل است. حباب داخلی را ابتدا تخلیه و سپس مقداری گاز آرگون و جیوه به آن وارد می‌کنند. حباب خارجی استوانه‌ای یا بیضوی‌شکل است و معمولاً سطح داخلی آن را از فسفر می‌پوشانند تا برخی از طول موج‌های ناخواسته را جذب کند. حباب خارجی، حباب داخلی را در برابر عوامل جوی و محیطی (مانند تغییر درجه حرارت) محافظت می‌کند. الکترودهای لامپ از جنس تَنگستَن و به شکل مارپیچ به دور میله‌هایی از جنس مولیبدون پیچیده می‌شوند و روی آن‌ها را با اکسید باریوم یا توریوم که سادگی الکترون ساطع می‌کنند می‌پوشانند. یک الکترود کمکی در کنار یکی از دو الکترود اصلی قرار می‌گیرد که برای راه‌اندازی به کار می‌رود. بین دو حباب را با گازی خنثی مانند ازت پر می‌کنند تا مانع اکسیدشدن قسمت‌های داخلی شود. یک مقاومت نسبتاً بزرگ (۱۰ تا ۳۰ کیلواهم) با الکترود فرعی سری شده‌است که باعث می‌شود پس از راه‌اندازی الکترود فرعی از مدار خارج شود.

## راه‌اندازی
لامپ‌های بخار جیوه معمولی فیلامان (رشته، Filament) ندارند و برای روشن‌کردن آن‌ها از ولتاژ ضربه‌ای ناگهانی که توسط چوک تأمین می‌گردد استفاده می‌شود.
با وصل‌شدن کلید لامپ، بین الکترود اصلی و فرعی جرقه برقرار می‌شود که این جرقه حرارت لازم برای یونیزه‌شدن گاز آرگون داخل لامپ را فراهم می‌کند. با یونیزه‌شدن آرگون، قوس بین دو الکترود اصلی برقرار می‌شود و با توجه به مقاومت بزرگ سر راه الکترود فرعی جریانی از آن عبور نخواهد کرد. در ابتدای راه‌اندازی لامپ با توجه به برانگیخته‌بودن گاز آرگون، نور لامپ آبی‌رنگ است، اما پس از اینکه دمای لامپ برای بخارشدن جیوه به اندازهٔ کافی زیاد شود رفته‌رفته نور آن به سمت سبز حاصل از بخار جیوه گرایش پیدا می‌کند. پس از گذشت ۳ تا ۵ دقیقه دما و فشار داخل لامپ به اندازهٔ کافی زیاد می‌شود و رنگ نور به حالت طبیعی نزدیک می‌شود. در صورت قطع‌شدن جریان برق، باید ۵ تا ۷ دقیقه برای راه‌اندازی مجدد آن صبر کرد زیرا تا زمانی که لامپ گرم و فشار گاز زیاد است، امکان برقرارکردن جرقه در آن وجود ندارد.
پس از راه‌اندازی لامپ، مقاومت بخار جیوهٔ داخل آن بسیار کم می‌شود و برای محافظت لامپ باید جریان لامپ را محدود کرد. برای این کار معمولاً از یک خودالقا به صورت سری استفاده می‌کنند. برای اصلاح ضریب توان لامپ نیز یک خازن موازی قبل از خودالقا قرار می‌گیرد.

### لامپ جیوه‌ای مستقیم
در گونه‌ای از لامپ‌های جیوه‌ای که با نام لامپ جیوه‌ای مستقیم یا خودبالاست (Self ballast) یا لامپ جیوه‌ای رشته‌ای شناخته می‌شوند، یک فیلامان داخل حباب لامپ استفاده شده‌است که در امتداد لولهٔ تخلیه قرار می‌گیرد و با راه‌اندازی لامپ، جریان عبوری از الکترودها از این فیلامان نیز می‌گذرد و لامپ مانند لامپ‌های رشته‌ای روشن می‌شود. پس از گرم‌شدن جیوهٔ داخل لامپ تخلیهٔ الکتریکی بین دو الکترود انجام می‌گیرد که برای محدودکردن جریان آن از یک مقاوت سری استفاده می‌کنند. مزیت این لامپ‌ها این است که به مدار راه‌اندازی جانبی و ترانس نیازی ندارند.

## طول عمر و بهرهٔ نوری
در لامپ‌های قدیمی بخار جیوه که از اکسید باریوم در آن‌ها استفاده می‌شد، پس از هربار راه‌اندازی مقداری از اکسید باریوم از دست می‌رفت که باعث افت شدید طول عمر لامپ می‌شد. در نسل بعدی این لامپ‌ها از الکترودهایی با جنس توریوم استفاده شده‌است که باعث افزایش طول عمر لامپ‌ها تا حدود ۲۴۰۰۰ ساعت گردیده‌است. اثرگذاری نوری این لامپ‌ها حدود ۵۰ تا ۶۰ لومن بر وات است؛ اما با افزایش عمر لامپ، پس از ۵۰۰۰ ساعت نور لامپ حدود ۱۰ درصد افت می‌کند.

## طیف نوری لامپ

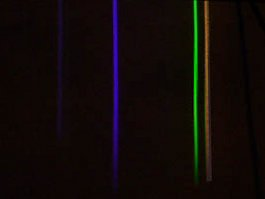
طیف خطی بخار جیوه. رنگ آبی-سبز لامپ بخار جیوه حاصل خطوط پررنگ بنفش و سبز است.

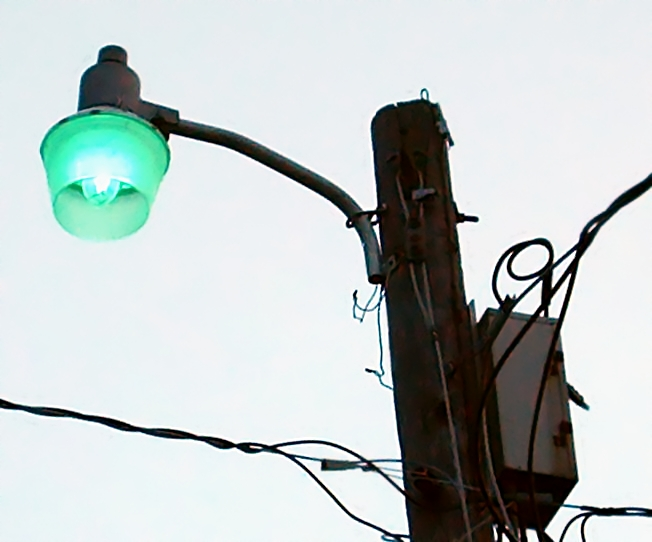
یک لامپ بخار جیوهٔ ۱۷۵ وات، تقریباً ۱۵ ثانیه پس از روشن شدن

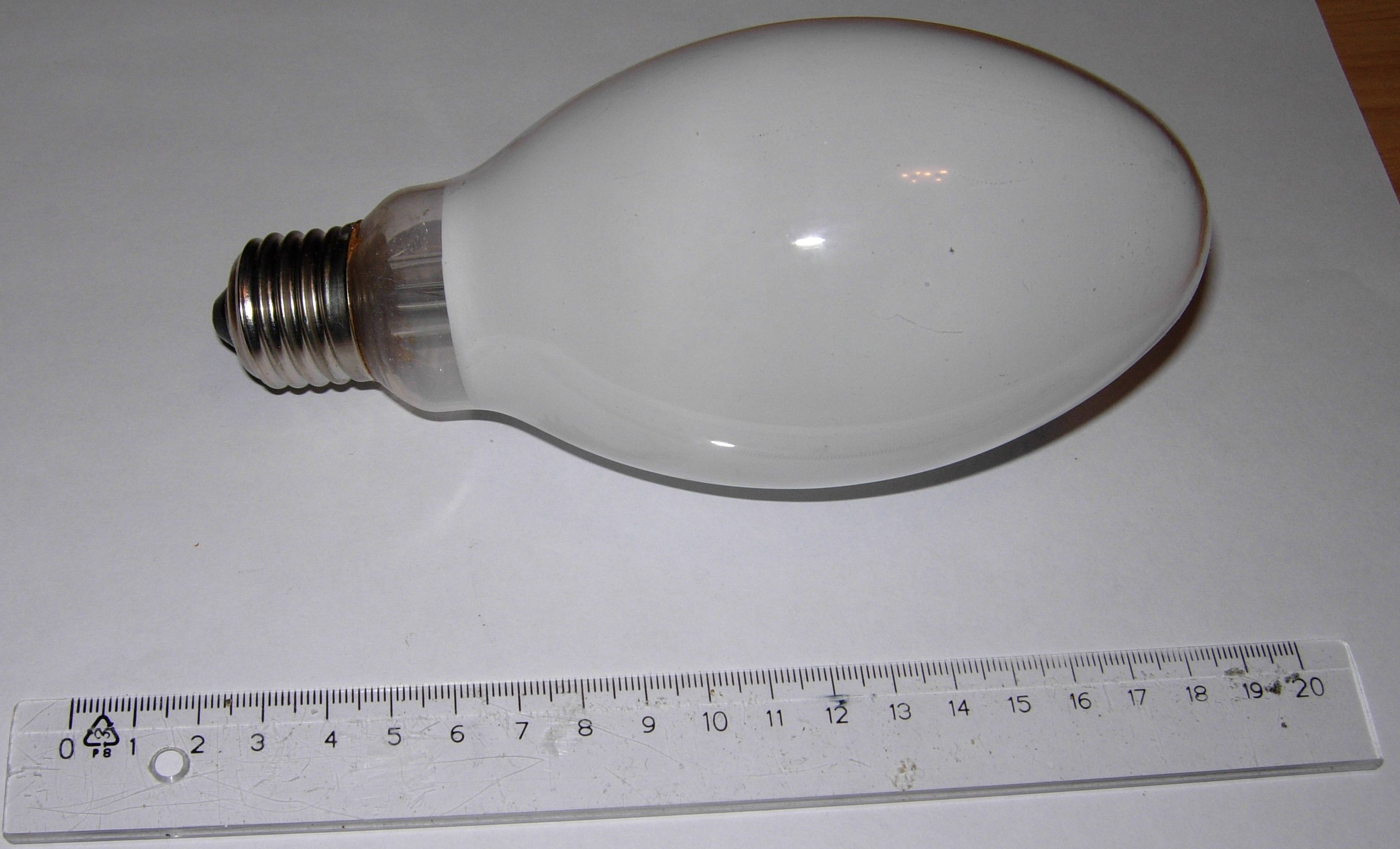
نمونه‌ای از یک لامپ بخار جیوهٔ ۱۲۵ وات با پوشش فسفر

نور لامپ‌های بخار جیوه مقدار کافی نور قرمز ندارد و به همین دلیل تشخیص صحیح رنگ‌ها در نور این لامپ‌ها ممکن نیست. در ابتدای راه‌اندازی که فشار گاز داخل لامپ پایین است، نور لامپ در محدودهٔ ماوراء بنفش و در طول موج ۰٫۲۵۳۷ میکرون است. هر چه بخار جیوه بیشتر شود طول موج‌های تولیدی لامپ بیشتر می‌شوند به طوری که در فشارهای بالاتر نور لامپ طول موج‌های ۰٫۴۰۴۷، ۰٫۴۳۵۸، ۰٫۵۴۶۱، ۰٫۵۵۷ و ۰٫۵۵۹ میکرون است. بیش از نیمی از تابش لامپ بخار جیوه در ناحیهٔ فرابنفش و نامرئی است، برای استفاده از این بخش، سطح داخلی حباب خارجی لامپ را از فسفر مخصوص می‌پوشانند که بخشی از نور نامرئی را به نور قرمز تبدیل می‌کند؛ با این کار رنگ نور لامپ به سفید نزدیک‌تر می‌شود.

## کدهای بین‌المللی
| کد ویژگی لامپ | کد بین‌المللی | شرح ویژگی                 |
| ------------- | ------------ | ------------------------- |
| MBFT          | QB           | لامپ جیوه‌ای مستقیم        |
| MBF           | QE           | لامپ جیوه‌ای با حباب بیضوی |
| MBFR          | QR           | لامپ جیوه‌ای رفلکتوردار    |

## لامپ گازی جیوه مستقیم
این لامپ هیچ نیازی به ترانس یا استارتر ندارد و با برق مستقیم روشن می‌شود. برق ازرشته اول عبور کرده و یکی از جیوه لامپ عبور می‌کند و به سیم دوم رشته برخورد کرده و لامپ را روشن می‌کند. پس از ۵ دقیقه روشن شدن رشته، جیوه هم روشن می‌شود و لامپ به آخرین میزان نور دهی خود می‌رسد. میزان نوردهی این لامپ‌ها بسیار بالا و قیمت و هزینه کم تری نسبت به ترانسخورها دارد. میزان عمر رشته داخل لامپ ۱۵۰۰ ساعت و جیوه ۱۰۰۰۰ ساعت می‌باشد. پس از خراب شدن رشته داخل لامپ، کیفیت و میزان نوردهی لامپ کاهش پیدا می‌کند.

### کتابشناسی
- کلهر، حسن (۱۳۸۶). مهندسی روشنایی. شرکت سهامی انتشار. شابک ۹۷۸-۹۶۴-۵۷۳۵-۱۲-۶.
- اسلامی، محمدحسن؛ خدادادی، شهرام؛ حجرگشت، علیرضا (۱۳۹۰). روشنایی فنی و نقشه‌کشی رایانه. گویش نو. شابک ۹۷۸-۶۰۰-۸۴۵۰-۷۰-۲.